# Emiel Dolfsma
Emiel Dolfsma, né le 11 juillet 1992 à IJsselmuiden, est un coureur cycliste néerlandais.

## Palmarès sur route
- 2008
  - 2e du championnat des Pays-Bas sur route cadets
- 2012
  - 2e du KOGA Slag om Norg

## Palmarès en cyclo-cross
- 2009-2010
  -  Médaillée de bronze au championnat du monde juniors
  - 7e du championnat d'Europe de cyclo-cross juniors
  - 10e de la Coupe du monde juniors
- 2010-2011
  - 5e du championnat d'Europe de cyclo-cross juniors